# Кывэквын
Кывэквы́н (Куэкву́нь, Кунь-Кунь) — река в России, на севере Дальнего Востока, протекает по территории Иультинского района Чукотского автономного округа. Длина — 123 км. Площадь бассейна — 3520 км².
Название в переводе с чук. Куэквын — «место небольших заливов».

## Гидрография
Берёт начало в южных отрогах Экиатапского хребта, впадает в западную часть лагуны Эръокынманкы пролива Лонга.
Река замерзает в октябре, вскрывается в конце мая. Низовья реки окружены большим количеством термокарстовых озёр и болот.
Воды Кывэквына является местом нереста арктического гольца.

## Антропогенное воздействие
В среднем течении вдоль русла реки регулярно устраивается сезонный автозимник Полярный—Кувет.
В бассейне Кывэквына разрабатывается несколько россыпных месторождений золота.
В устье реки для энергоснабжения навигационного маяка был установлен РИТЭГ типа «Бета-М» № 57, утеря которого была зарегистрирована в 2003 году. Предполагается возможное замывание установки в песок в результате сильного шторма или её похищение.

## Притоки
Объекты перечислены по порядку от устья к истоку (км от устья: ← левый приток | → правый приток):
- 32 км: ← Экичуйгывеемкай
- 33 км: ← река без названия
- 37 км: ← река без названия
- 37 км: → Вочватап
- 54 км: → река без названия
- 65 км: ← Тыркылываам
- 68 км: ← Алярмагтын
- 76 км: → Увечвойхын
- 79 км: ← Умкрыннэт Северный
- 86 км: ← Асыквымкываам
- 88 км: → Понтеегойгын
- 91 км: ← река без названия
- 110 км: → Каньонная